# 梁小民
梁小民（1943年8月—），中国山西省霍县人，经济学家，原北京工商大学教授，1967年北京大学经济学系本科毕业，1981年在北京大学经济学系获硕士学位。1993年底至1995年在美国康奈尔大学访学。现任国务院特邀监查员，国家价格指导委员会委员、国家社科与国家自然科学基金专家评委、北京市社科基金评委，清华大学、南开大学等多所院校兼职教授，享受国务院特殊津贴。

## 生平
梁小民1962年考入北京大学经济学系本科。据他回忆，他是当年的山西省高考文科状元，他原本想报考历史学系，但是北京大学当年在山西省的文科招生计划只有三个（中文、历史、经济各一个），他最后被调剂到了经济学系。1967年，梁小民毕业。1968年，他被分配到黑龙江省的林场工作，当上了林业工人。由于偶然的机会，他走上了讲台，成了一名中学语文教师，教了十年书。1978年，他参加了研究生考试，进入北京大学经济学系攻读硕士学位，1981年获得硕士学位并留校任助教。为了解决住房，他在1991年调动到北京商学院（今北京工商大学）。期间，他在1993年底出发赴美国康奈尔大学任访问学者，1995年回国。2003年8月，梁小民退休。曾任国务院特邀监查员，国家价格指导委员会委员、国家社科与国家自然科学基金专家评委、北京市社科基金评委，清华大学、南开大学等多所院校兼职教授，享受国务院特殊津贴。

## 著作
主要从事当代西方经济学教学与研究，译有《经济学原理》（曼昆著）、《经济学》（迈克尔·帕金著）等专著、译著教科书50余种，著有《经济学是什么》、《小民读书》、《小民谈市场》、《小民说话》、《我说》、《我谈》、《我看》、《黑板上的经济学》、《微观经济学纵横谈》、《宏观经济学纵横谈》、《书生议事》等。 